# Приліпка (Чугуївський район)
Прилі́пка —  село в Україні, у Вовчанській міській громаді Чугуївського району Харківської області. Населення становить 12 осіб. До 2020 орган місцевого самоврядування — Гатищенська сільська рада.

## Географія
Село Приліпка знаходиться на лівому березі Печенізького водосховища (річка Сіверський Донець), нижче за течією на відстані 2 км знаходиться село Графське, на протилежному березі — село Бугруватка, за 5 км на схід м. Вовчанськ. Село оточує великий лісовий масив — урочище Татарське (сосна).

## Історія
12 червня 2020 року, відповідно до Розпорядження Кабінету Міністрів України  № 725-р «Про визначення адміністративних центрів та затвердження територій територіальних громад Харківської області», увійшло до складу Вовчанської міської громади.
19 липня 2020 року, в результаті адміністративно-територіальної реформи та ліквідації Вовчанського району, село увійшло до складу Чугуївського району.